# Scutellaria parvula
Scutellaria parvula là một loài thực vật có hoa trong họ Hoa môi. Loài này được Michx. miêu tả khoa học đầu tiên năm 1803.

## Hình ảnh

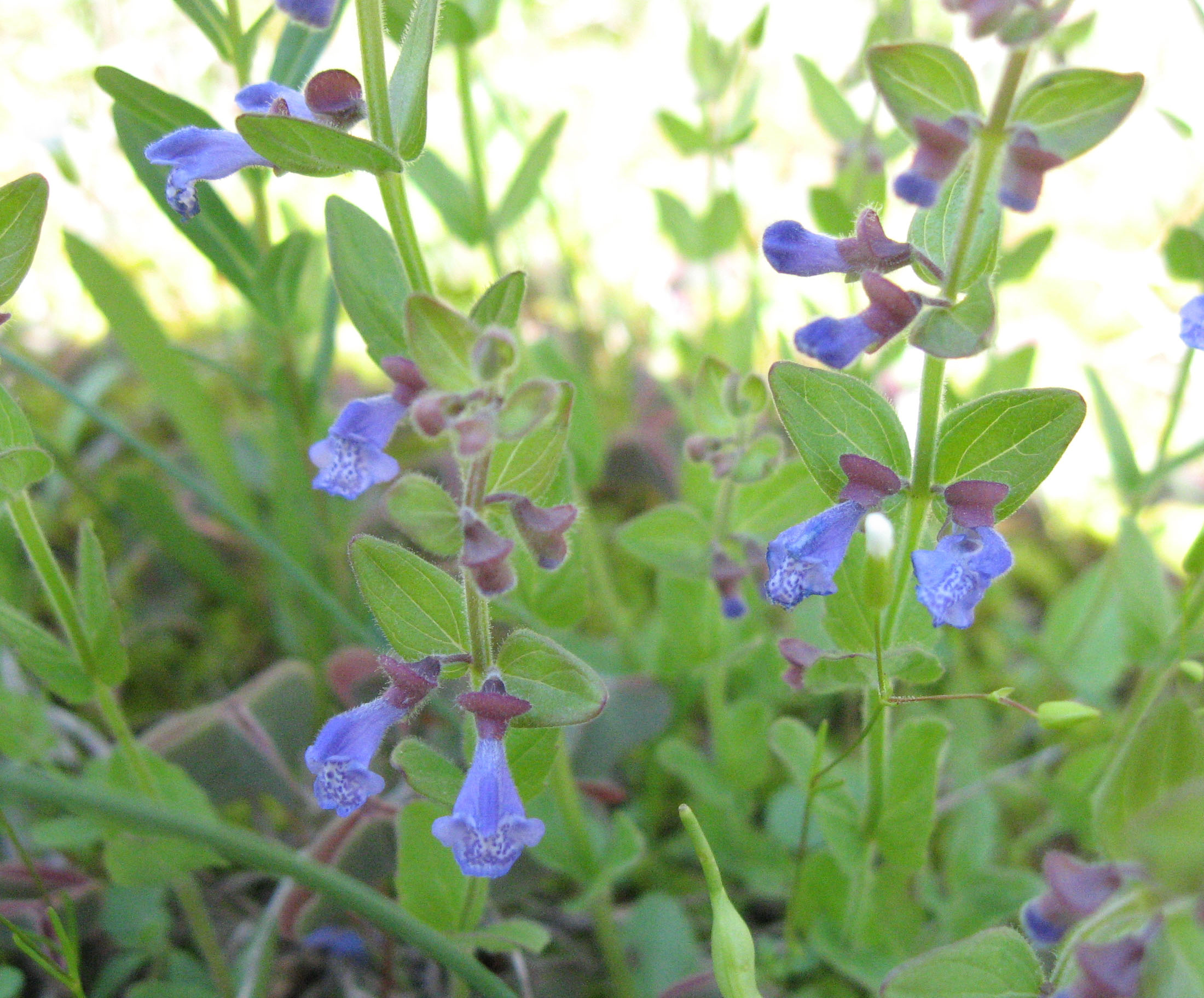